# Anton Dörrer
Anton Dörrer (* 13. Juni 1886 in Innsbruck; † 27. März 1968 ebenda) war ein österreichischer Historiker, Volkskundler und Bibliothekar.

## Leben
Nach dem Besuch des Gymnasiums in Feldkirch studierte er Germanistik in Innsbruck und Florenz, welches er 1916 mit der Promotion abschloss. Er gehörte seit 1907 der Studentenverbindung AV Austria Innsbruck an. 1918–1920 war er Sekretär der kurzlebigen Tiroler Künstlerkammer, deren Statuten er entwarf, aber auch mit zahlreichen Mitgliedern in Konflikt geriet, die ihm kunstfeindliche Positionen vorwarfen. 1918/19 engagierte er sich mit Eduard Reut-Nicolussi in der Tiroler Verfassungskanzlei, welche sich für die politischen Rechte Südtirols einsetzte. Von 1919 bis 1939 arbeitete er als Bibliothekar in der Universitätsbibliothek Innsbruck. 1939 beantragte er die Aufnahme in die NSDAP, wurde aber letzten Endes 1944 abgelehnt. 1946 habilitierte er sich bei Hermann Wopfner für Volkskunde und wurde 1951 zum Dozenten für Volkskunde ernannt.
Sein Sohn Fridolin Dörrer (1923–2010) ließ sich ebenfalls zum Historiker und Archivar ausbilden und leitete das Tiroler Landesarchiv. Der Bruder von Anton Dörrer, Karl, war ebenfalls Leiter des Archivs.

## Auszeichnungen
- 1959 wurde Dörrer das Ehrenzeichen des Landes Tirol überreicht.
- 1960 erhielt er das Ehrendoktorat der Juristischen Fakultät der Universität Innsbruck.

## Schriften
(Auswahl)
- Mittelalterliche Mysterienspiele in Tirol. Innsbruck 1930.
- Das Zwischenspiel vom Vinschgauer Hanswurst. In: Meraner Jahrbuch 1937. Athesia, Bozen-Meran 1937, S. 70–76 (mit Edition).
- Das Schemenlaufen in Tirol und verwandte alpenländische Masken- und Fasnachtsbräuche. Innsbruck, 2. Auflage 1938 (Digitalisat).
- Bozner Bürgerspiele. Alpendeutsche Prang- und Kranzfeste. I. Band: Einführung in das Gesamtwerk. Leipzig, Karl W. Hiersemann 1941 (Digitalisat).
- Tiroler Fasnacht innerhalb der alpenländischen Winter- und Vorfrühlingsbräuche. Wien 1949 (Digitalisat).
- Volkskalender in Tirol bis 1650. In: Der Schlern 29, 1955, S. 18–27 (Digitalisat).
- Tiroler Umgangsspiele. Ordnungen und Sprechtexte der Bozner Fronleichnamsspiele und verwandter Figuralprozessionen vom Ausgang des Mittelalters bis zum Abstieg des aufgeklärten Absolutismus (= Schlern-Schriften. Band 160). Innsbruck: Wagner 1957 (Digitalisat).